# Conrad Winter
Conrad Winter (Estrasburg, 1931) és un escriptor alsacià. Estudià al liceu Fustel de Coulanges fins al 1939, però no va aconseguir el batxillerat fins al 1949, a Haguenau. Va iniciar la carrera de medicina a la Universitat d'Estrasburg el 1950, però la deixà per a fer-se pilot d'avions de l'Exèrcit Francès. Finalment va especialitzar-se en lletres el 1953 i de 1956 a 1958 treballà com a adjunt del professor Paul Imbs al Centre de Filologia Romànica. Fou professor de filosofia al liceu de Haguenau. de 1984 a 1992 també fou professor de Filosofia i Lletres i rector de l'Acadèmia d'Estrasburg per Llengua i Cultura Regionals. Ha escrit en francès, alemany i alsacià. Ha obtingut alguns premis i la cantant Isabelle Grussenmeyer ha musicat poemes seus.

## Obres
- Le cerveau imaginaire (1970)
- Leeder vuum roode Haan (1972)
- Vogelfrei (1974)
- La chanson des images (1975)
- Lieder vun de Sunnebluem (1977)
- Kerzlicht (1978)
- Cailloux blancs (1979)
- Wierwinde (1980)
- Kridestaub (1981)
- In dieser sprache (1981) amb Adrien Finck i André Weckmann
- Ich Will Lewendi Sinn (1992)
- Widerhakensprüche (1991)